# Nove Zalissea, Borodeanka
Nove Zalissea (în ucraineană Нове Залісся) este o comună în raionul Borodeanka, regiunea Kiev, Ucraina, formată numai din satul de reședință.

## Demografie
Componența lingvistică a comunei Nove Zalissea
     Ucraineană (98,42%)
     Rusă (1,38%)
     Alte limbi (0,14%)
Conform recensământului din 2001, majoritatea populației comunei Nove Zalissea era vorbitoare de ucraineană (98,42%), existând în minoritate și vorbitori de rusă (1,38%).